# Fala kulista
Fala kulista – fala, której powierzchnie falowe mają kształt współśrodkowych powierzchni kulistych. Środek tych powierzchni nazywa się środkiem fali. Tego typu fale wzbudzane są w jednorodnym ośrodku izotropowym przez pojedyncze źródło punktowe. Funkcja opisująca drgania dla skalarnej fali kulistej jest postaci:
{\displaystyle F(x,y,z,t)=F(r,t).}
Oznacza to, że na danej sferze o środku w punkcie {\displaystyle (x,y,z),} z którego fala się rozchodzi, jest stała faza. Fale kuliste pojawiają się w konstrukcji geometrycznej umożliwiającej określenie kierunku rozchodzenia się fali zwanej zasadą Fermata, zaproponowanej przez Fermata do wyjaśnienia między innymi zjawisk odbicia i załamania.